# Njiva (časopis)
Njiva, prvi poratni hrvatski književni časopis u Subotici, objavljen je kao glasilo  Hrvatskog kulturnog društva u Subotici, 1. siječnja 1947. godine. Njivu su pokrenuli Matija Poljaković i Balint Vujkov, a trebala je predstavljati kontinuitet spisateljskih, uredničkih i nakladničkih nasada Bunjevačkog kola i Klasja naših ravni, bunjevačkohrvatskih časopisa koji su izlazili u međuratnom razdoblju. U prvom i jedinom broju  Njive na 64 strane tiskana su dvadeset i dva priloga iz pera sedamnaest autora - bili su to: Dravo Drago,  dr. Matija Evetović, Albe Filipović, dr. Pajo Ivković Ivandekić, Jakov Kopilović, Vlado Kopunović, Lajčo Lendvai, Ivan Milanković, Ružica Nemeš, Antun Pejić, Matija Poljaković, Joso Šokčić, Julije Šoltić (alijas Dravo Drago), Ivan Tikvicki,  Blaško Vojnić Hajduk i Balint Vujkov. Uredništvo je potpisalo Uvodnu riječ u kojoj se među ostalim navodi: «Naš mjesečnik će pristupiti aktiviziranju svih trudbenika pera u našoj sredini koji na književnom i naučnom polju rade za postizanje cilja da svome narodu lijepim, jednostavnim riječima kažu o njegovim naporima i postignućima …». Kulturna javnost pozdravila je izlazak Njive, ali je radost zbog nove tiskovine kratko trajala jer su uz mlađe suradnike Poljaković i Vujkov pozvali na suradnju ugledne pisce srednjeg i starijeg naraštaja, čija neskrivena hrvatska i kršćanska stajališta nisu bila po volji novim vlastima. Pozitivne ocjene upućenih i kompetentne javnosti ubrzo su smijenile isprve u pol glasa, a potom sve žešće izricane osude na ondašnjim brojnim sastancima i u tisku, gdje je napisano kako sjeme bačeno u Njivu nije donijelo plod, pače, «pretvorena je u – parlog». Drugi broj Njive, koji je već bio u pripremi – nikada nije objelodanjen.

## Vanjske poveznice i izvori
- Lazar Merković, Njiva i Rukovet - dva poratna književna časopisa u Subotici, Klasje naših ravni 11. – 12., 2009., 3. – 7.
- Milovan Miković, O hrvatskim književnim časopisima Bunjevačko kolo, Klasje naših ravni, Njiva i Rukovet, Klasje naših ravni 11. – 12., 2009., 8. – 16.